# Vestingwerken van Steenbergen
De vestingwerken van Steenbergen is de naam voor de in de 16e, 17e en 18e eeuw opgetrokken vestingwerken van de Nederlandse stad Steenbergen.

## Geschiedenis
Net als veel andere Nederlandse steden, sloopten de burgers van Steenbergen tijdens de renaissance de oude stadsmuren. Door ontwikkelingen op het gebied van vuurwapens was de omwalling niet meer voldoende om voor bescherming te zorgen. Na het afbreken van de muur werden simpele verdedigingswerken aangelegd ontworpen naar het Oud Italiaans vestingstelsel.
In 1572, wanneer de eerste aanval op Steenbergen plaatsvindt, ontbreekt het garnizoen om de stad te verdedigen. De Watergeuzen nemen de stad dan ook zonder veel moeite in, waarna zij de kerk plunderen en weer wegtrekken uit angst voor Spaanse troepen. Het is pas na de Slag bij Steenbergen in 1583, dat er nieuwe vestingwerken worden aangelegd; het belangrijkste hiervan is een onbekend fort aan de monding van de rivier de Vliet, waar later Fort Henricus zou worden gebouwd, waardoor de haven van Steenbergen beter beschermd werd.
Ondanks reparaties en verbetering tijdens het Twaalfjarig Bestand, blijkt na een beleg in 1622, waarbij Steenbergen ingenomen wordt door de Spanjaarden, dat de stad nog steeds een zwak punt in de verdediging van westelijk Staats Brabant en het Zeeuwse gewest was. Na de inname door de Staatsen enkele maanden later werd de totale verdediging van de regio opnieuw herzien.
Het plan dat uit deze herziening volgde was de West-Brabantse waterlinie; een aaneenschakeling van forten, vestingen en inundatiegebieden in het westen van de huidige provincie Noord-Brabant. Het betekende dat de vesting nu werd opgetrokken naar het oud-Nederlands vestingstelsel; het kreeg een aantal hoornwerken en ook werd een nieuw sterfort aangelegd nabij de riviermonding; verbonden via bastions met de rest van de vesting. Deze verbetering betekende dat Steenbergen tot aan de opheffing van de vesting in 1827 nooit meer is ingenomen.

## Opbouw

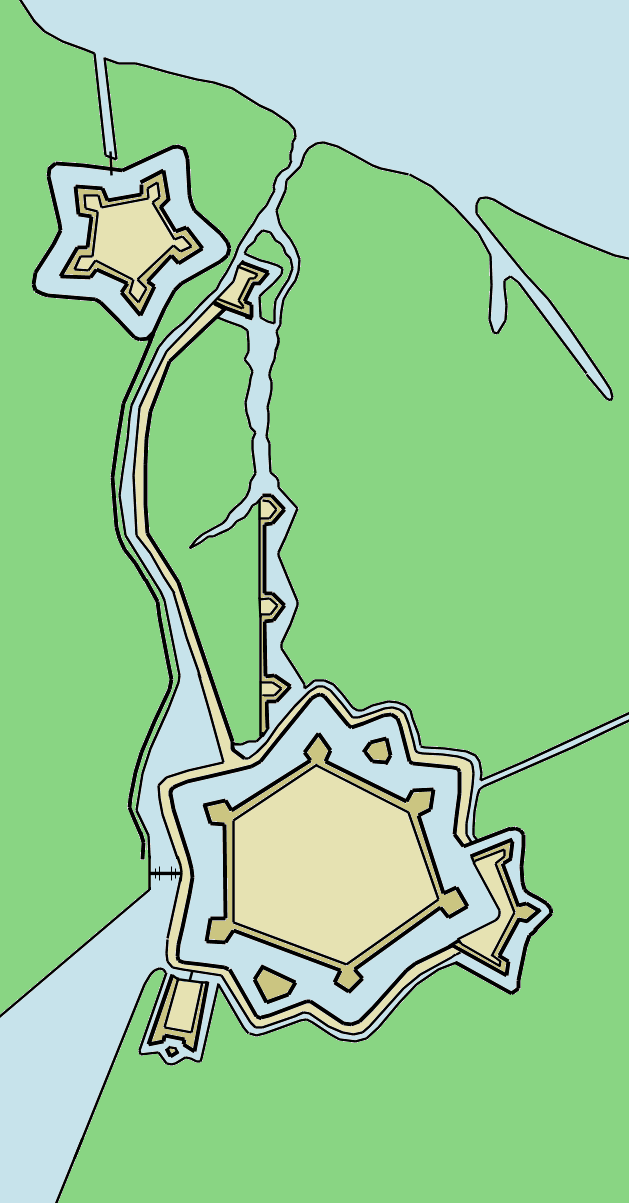
Overzicht van de fortificaties. (1640)

Na uitbreidingen aan de vestingwerken op bevel van Prins Maurits rond 1628, bereikt de vesting Steenbergen haar meest uitgebreide vorm. Na de uitbreidingen bestond de vesting, van noord naar zuid, uit de volgende verdedigingwerken:
- Een sluisgracht van de Steenbergse Vliet naar de gracht om Fort Henricus.
- Het Fort Henricus, bestaande uit een vijftal volle bastions omringd door een gracht met glacis.
- Het hoornwerk nabij de watersplitsing van de haven en vestinggracht.
- De verbindende contrescarp lopend van Fort Henricus tot aan de westelijke poort en inundatiesluis.
- De verbindende bedekte weg lopend van het hoornwerk ten oosten van Fort Henricus tot aan de glacis van de vesting.
- Een drietal volle bastions tussen het noordelijke hoornwerk en de eigenlijke vesting, verbonden door een onderwal met daarvoor een gracht. Deze bastions waren niet direct met de vesting verbonden en moesten via het direct achtergelegen land bereikt worden.
- Het voorwerk, bestaande uit de met gracht voor de drie bastions verbonden buitengracht; hiervoor bevond zich een lage glacis, erachter bevond zich een faussebraye. In het oosten bevond zich een kroonwerk. In het zuiden, nabij het zuidelijke ravelijn, bevond zich een klein hoornwerk, voorzien van een lunet.
- Achter het voorwerk lag de van een cunette voorziene gracht, met hierin een tweetal ravelijnen; één ten noorden van de hoofdvesting, een tweede ten zuiden ervan.
- De hoofdvesting, bestaande uit een zestal holle bastions verbonden door de hoofdwal met borstwering.

## Restanten
De vesting is nog op zeer veel plaatsen zichtbaar, zo is het oude centrum van Steenbergen nog steeds omgeven door de oude hoofdgrachten en heeft het binnenste gedeelte van de haven nog steeds haar 17e-eeuwse vorm. Ook is het kroonwerk nog duidelijk te herkennen nabij de Krommeweg. Het nabijgelegen Fort Henricus wordt momenteel volledig gerestaureerd.